# Cratère de Logancha
Logancha est un cratère d'impact situé en Sibérie.
Son diamètre est de 20 km et son âge est estimé à 40 ± 20 millions d'années.
Il n'est pas visible depuis la surface.